# Asedio de Serdica
El asedio de Serdica (en búlgaro: Обсадата на Сердика) tuvo lugar en la primavera de 809 en la actual Sofía, Bulgaria. Como resultado, la ciudad fue incluida de manera permanente en el Estado búlgaro.

## Orígenes del conflicto
Después de la destrucción de la jaganato ávaro, el kan Krum volvió la mirada hacia el suroeste para liberar a los eslavos que poblaban el valle del río Struma y Macedonia. El obstáculo principal fue la gran fortaleza bizantina de Serdica (Sofía).

## El asedio
En el comienzo de 809 Krum asedió la ciudad pero no pudo quebrar la resistencia de la guarnición durante varias semanas. Al final, prometió dar un salvoconducto para los bizantinos, con la condición del rendimiento de la fortaleza. Estuvieron de acuerdo y Krum entró en Serdica antes de Semana Santa, sin embargo mató a toda la guarnición de 6000 y algunos ciudadanos notables.

## Consecuencias
El exitoso asedio fue de gran importancia para Bulgaria, ya que Serdica fue una encrucijada importante en los Balcanes. Se utilizó como base principal de los gobernantes del país para expandir sus fronteras y su influencia al sur y suroeste.